# 진영 (전한)
진영(陳嬰, ? ~ 기원전 184년)은 중국 진나라, 전한 사람으로, 고조의 공신이다.

## 생애
동양(東陽)의 영사(令史)를 지내고 현에서 장자로 불렸다. 동양의 소년들이 현령을 죽이고 수천 명이 모였으나 우두머리를 정하지 못하자, 그들의 청을 받았고, 거절했으나 억지로 추대되니 현에서 따르는 사람이 2만 명이었다. 소년들은 진영을 왕으로 세우려 했으나, 귀한 선조를 두지 않고 갑자기 유명해진 것이라는 이유로 어머니의 만류를 받아 사양했다.
마침 이 무렵 회계에서 거병한 항량이 장초 세력의 잔당에게서 상주국으로 임명돼 장강을 건너 서쪽으로 나아가고 있었고, 진영이 동양을 장악했다는 소식을 듣자 진영에게 함께할 것을 권했다. 진영은 항씨가 명망 있는 초나라의 세족이므로 의지할 만하다고 하고 자신이 거느린 무리를 데리고 항량에게 속했다. 나중에 항량이 의제를 찾아 초회왕으로 세우면서 상주국이 되고 다섯 현을 받았다.
고제 6년(기원전 201년), 항우 사후 한나라로 가서 예장·절강 일대를 평정했고, 스스로 왕이 된 장식(壯息)을 평정했다. 이 공으로 당읍(堂邑) 땅을 받아 열후가 됐으니, 고조의 공신 중에서는 86위였고, 1800호를 받았다. 전한의 제후국이 된 초나라 원왕의 재상으로 11년을 재임했다. 18년 후, 고후 4년(기원전 184년)에 죽어 시호를 안이라 했고, 아들 진녹이 작위를 이었다. 손자 진오는 관도장공주를 아내로 모셔 황실의 사위가 됐고, 둘은 무제의 첫 황후인 폐황후 진씨를 낳았다.